# 松浦玲
松浦 玲（まつうら れい、1931年（昭和6年）10月4日 - ）は、日本の歴史学者。専門は、日本近代政治史、政治思想史。広島県生まれ。

## 経歴
京都大学在学中の1953年（昭和28年）、全学連主催の学園復興会議の京大での開催に奔走した。しかしその過程で起こった荒神橋事件などの混乱の責任者とされ、大学当局による放学処分（復学を認めない除籍処分で退学より重い）を受けて中退（松浦君放学事件）。その後、立命館大学大学院を修了し、京都市史編纂所主幹から桃山学院大学教授に就任。
幕末・明治時代の政治史・思想史に関して多くの著書や論文がある。特に横井小楠および勝海舟の研究者として、高い評価を受けている。

## 著書
- 『暗殺－明治維新の思想と行動』（徳間書店、1966年/辺境社、1979年）
- 『勝海舟』（中公新書、1968年）
- 『勝海舟と幕末明治』（講談社、1973年）
- 『日本人にとって天皇とは何であったか』（辺境社、1974年、新版1983年）
- 『徳川慶喜　将軍家の明治維新』（中公新書、1975年、増補版1997年）
- 『横井小楠－儒学的正義とは何か』（朝日新聞社「朝日評伝選」、1976年/朝日選書、2000年/ちくま学芸文庫、2010年）
- 『明治維新私論－アジア型近代の模索』（現代評論社、1979年）
- 『続 日本人にとって天皇とは何であったか　「大日本帝国」と「日本国」』（辺境社、1979年）
- 『明治の海舟とアジア』（岩波書店、1987年）
- 『幕末・京大阪 歴史の旅』（朝日選書、1999年）
- 『検証・龍馬伝説』（論創社、2001年）
- 『君臣の義を廃して 続々 日本人にとって天皇とは何であったか』（辺境社、2002年）
- 『還暦以後』（筑摩書房、2002年/ちくま文庫、2006年）
- 『新選組』（岩波新書、2003年）
- 『坂本龍馬』（岩波新書、2008年）
- 『勝海舟』（筑摩書房、2010年）
- 『勝海舟と西郷隆盛』（岩波新書、2011年）
- 『徳川の幕末』（筑摩選書、2020年）

## 主な編著
- 『近代日本の名著2 先駆者の思想』（奈良本辰也と共編、徳間書店、1966年）
- 『日本の名著30　佐久間象山・横井小楠』（中央公論社、1970年。中公バックス、1984年）
- 『勝海舟全集』（江藤淳らと共編、全24巻、講談社、1972～1994年）

## 主な論文
- 「思想史と幕藩体制」（『日本史研究』67、1963年）
- 「幕藩制解体期の思想史的特質（上）（下）」（『日本史研究』74・78、1964・1965年）
- 「江戸後期の政治思想」（『岩波講座日本歴史13』岩波書店、1964年）
- 「近世中期における経験的合理主義の意味について」（『歴史評論』161、1964年）
- 「近世後半期の思想」（奈良本辰也編『近世日本思想史研究』河出書房新社、1965年）
- 「明治維新の思想史的基盤」（『日本史研究』90、1967年）
- 「近世前期の思想と文化」（歴史学研究会・日本史研究会編『講座日本史4』東京大学出版会、1970年）
- 「日本における儒教型理想主義の終焉（一）～（四）」（『思想』571・577・592・630、1972・1972・1973・1976年）
- 「弘化・嘉永期の勝海舟」（『桃山学院大学人文科学研究』25－1、1989年）
- 「幕末思想家のアメリカ認識」（『環』8、2002年）
- 「民間「浪士」と維新期の改革」（『環』13、2003年）